# ۱۲ جمادی‌الثانی
۱۲ جمادی‌الثانی، دوازدهمین روز از ماه جمادی‌الثانی در تقویم هجری قمری است.
در تقویم هجری قمری قراردادی این روز صد و شصتمین روز سال است.